# Vénérieu
Vénérieu est une commune française située dans le département de l'Isère en région Auvergne-Rhône-Alpes.
Historiquement rattachée à la province du Dauphiné, la cité fait partie de l'aire urbaine de Lyon. La commune est également adhérente à la communauté de communes Les Balcons du Dauphiné dont le siège est fixé à Saint-Chef.
Les habitants sont dénommés les Vénérians.

## Géographie

### Situation et description
Située au nord du département de l'Isère et à l'est de l'agglomération lyonnaise, la commune se positionne dans la partie méridionale du plateau de l'Isle-Crémieu, une région naturelle de France.

### Communes limitrophes
| Moras                    |          | Saint-Hilaire-de-Brens |
|                          | Vénérieu | Saint-Chef             |
| Saint-Marcel-Bel-Accueil |          | Saint-Savin            |

### Climat
Pour des articles plus généraux, voir Climat d'Auvergne-Rhône-Alpes et Climat de l'Isère.
En 2010, le climat de la commune est de type climat océanique altéré, selon une étude du Centre national de la recherche scientifique s'appuyant sur une série de données couvrant la période 1971-2000. En 2020, Météo-France publie une typologie des climats de la France métropolitaine dans laquelle la commune est exposée à un climat de montagne ou de marges de montagne et est dans une zone de transition entre les régions climatiques « Moyenne vallée du Rhône » et « Alpes du nord ». 
Pour la période 1971-2000, la température annuelle moyenne est de 11,9 °C, avec une amplitude thermique annuelle de 18,4 °C. Le cumul annuel moyen de précipitations est de 1 053 mm, avec 9,8 jours de précipitations en janvier et 6,8 jours en juillet. Pour la période 1991-2020, la température moyenne annuelle observée sur la station météorologique de Météo-France la plus proche, « Bourgoin », sur la commune de Bourgoin-Jallieu à 8 km à vol d'oiseau, est de 12,4 °C et le cumul annuel moyen de précipitations est de 844,0 mm,. Pour l'avenir, les paramètres climatiques de la commune estimés pour 2050 selon différents scénarios d'émission de gaz à effet de serre sont consultables sur un site dédié publié par Météo-France en novembre 2022.

### Voies de communication

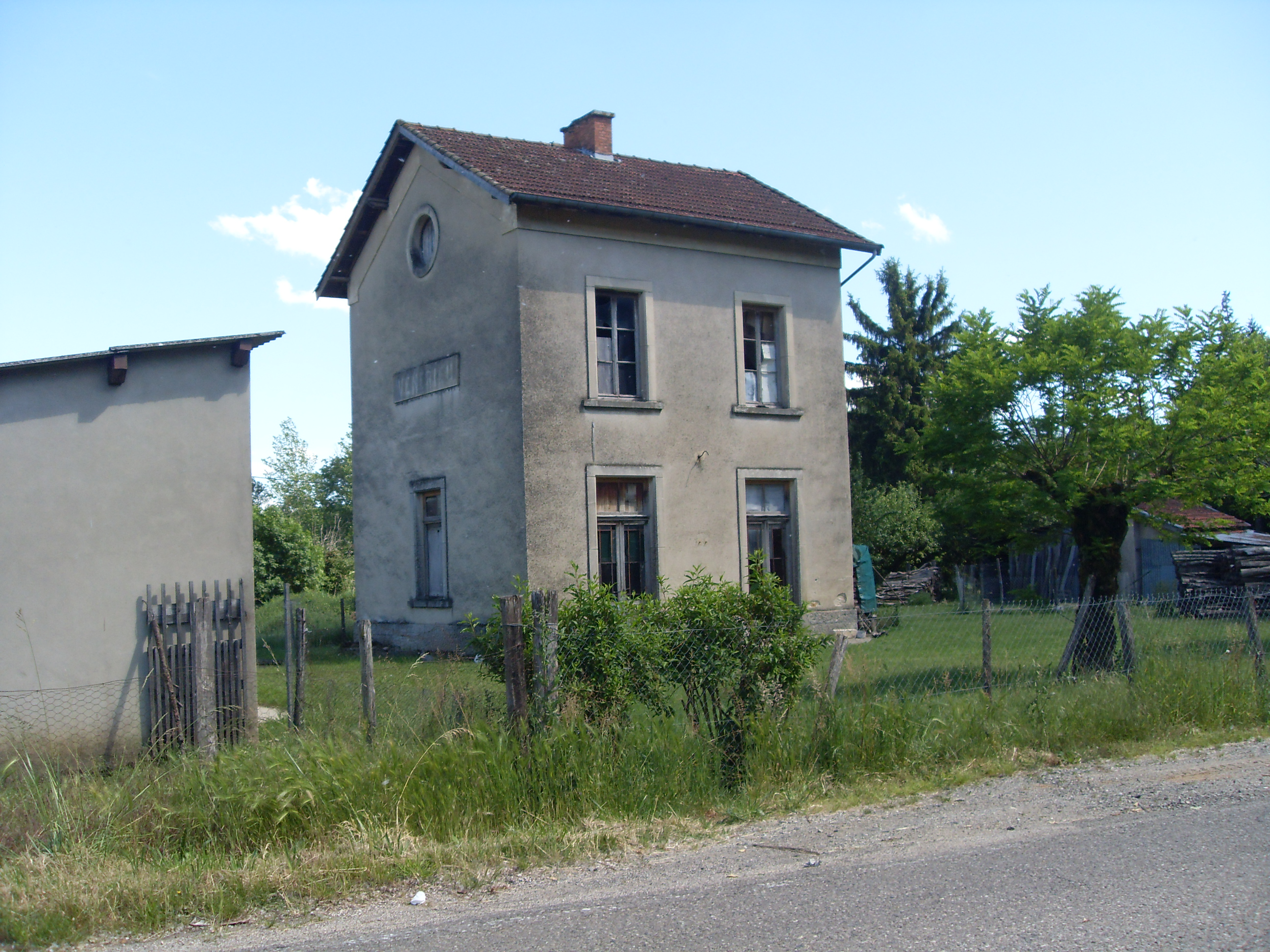
L'ancienne gare de Vénérieu.

## Urbanisme

### Typologie
Au 1er janvier 2024, Vénérieu est catégorisée commune rurale à habitat dispersé, selon la nouvelle grille communale de densité à sept niveaux définie par l'Insee en 2022.
Elle est située hors unité urbaine. Par ailleurs la commune fait partie de l'aire d'attraction de Lyon, dont elle est une commune de la couronne,. Cette aire, qui regroupe 397 communes, est catégorisée dans les aires de 700 000 habitants ou plus (hors Paris),.

### Occupation des sols
L'occupation des sols de la commune, telle qu'elle ressort de la base de données européenne d’occupation biophysique des sols Corine Land Cover (CLC), est marquée par l'importance des territoires agricoles (77,5 % en 2018), en diminution par rapport à 1990 (79,4 %). La répartition détaillée en 2018 est la suivante : 
zones agricoles hétérogènes (58,5 %), terres arables (19 %), forêts (10,2 %), zones urbanisées (6,4 %), espaces verts artificialisés, non agricoles (4,9 %), eaux continentales (1,1 %). L'évolution de l’occupation des sols de la commune et de ses infrastructures peut être observée sur les différentes représentations cartographiques du territoire : la carte de Cassini (XVIIIe siècle), la carte d'état-major (1820-1866) et les cartes ou photos aériennes de l'IGN pour la période actuelle (1950 à aujourd'hui).

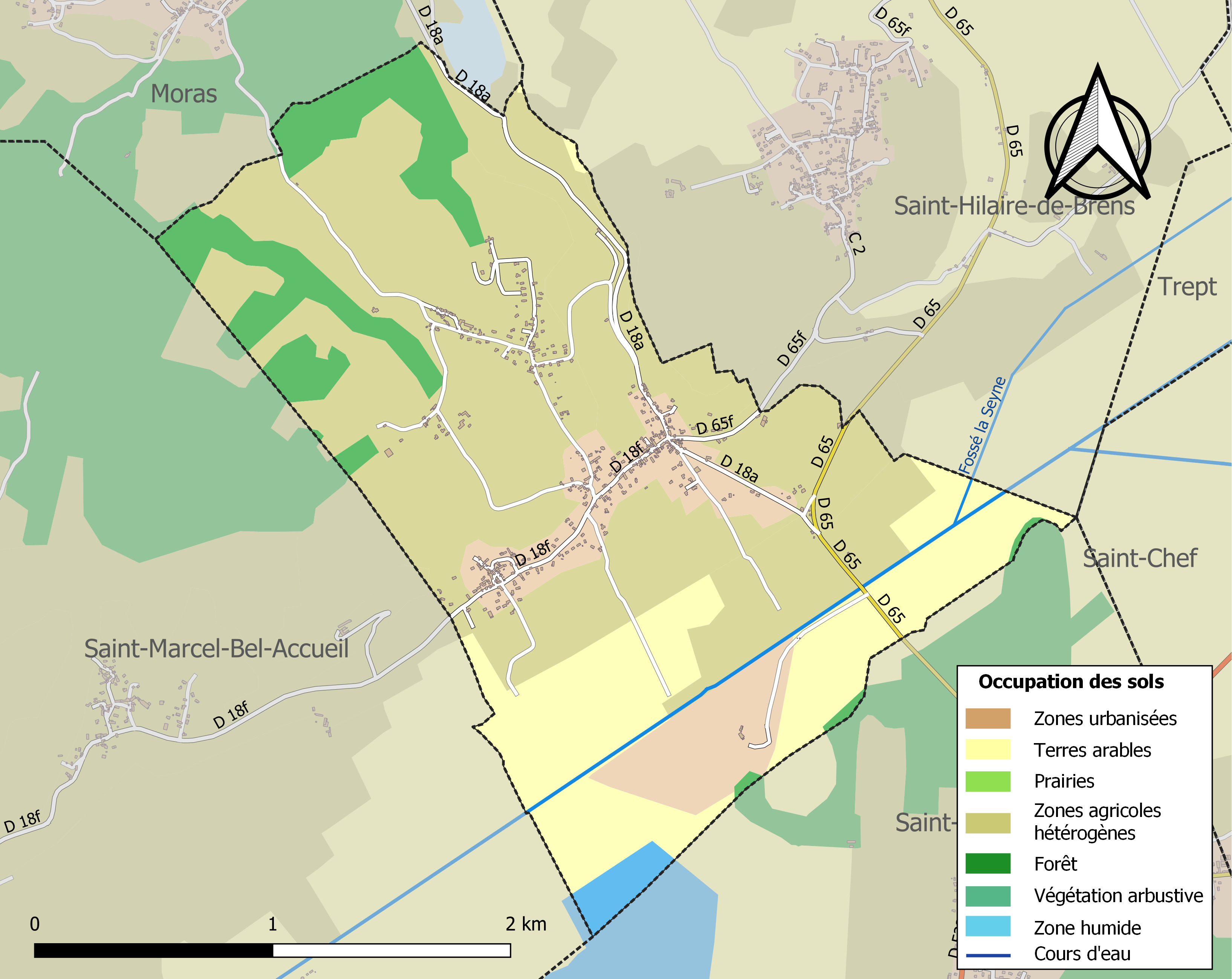
Carte des infrastructures et de l'occupation des sols de la commune en 2018 (CLC).

### Risques naturels et technologiques

#### Risques sismiques
L'ensemble du territoire de la commune de Vénérieu est situé en zone de sismicité n°3 (sur une échelle de 1 à 5), comme la plupart des communes de son secteur géographique.
| Type de zone | Niveau            | Définitions (bâtiment à risque normal) |
| ------------ | ----------------- | -------------------------------------- |
| Zone 3       | Sismicité modérée | accélération = 1,1 m/s2                |

## Histoire

### Préhistoire
L'histoire de Vénérieu commence dès le néolithique comme l'attestent de nombreuses traces dans les environs (St Marcel, Panossas : pierres à cupules). Un abri sous roche a fait l'objet de fouilles et pourrait en faire partie. La Pierre Femme pourrait y être liée.

### Antiquité et Moyen Âge
Vénérieu surplombe ensuite une ou plusieurs voies romaines secondaire qui circulent sur le bord des marais et desservent les "Villae" (Beauvillard) et autres "mensionem" entre Ambérieu et Bourgoin (Panossas, Villemoirieu, Saint Romain, Optevoz...)
Plus tard, ce sont les maisons fortes qui défendent le plateau de l'Isle Cremieu (Rochevieille, Beauvillard) lors des guerres Delphino-Savoyardes ( Histoire de l'Isère).

### Époque contemporaine
La gare de Vénérieu était une des 5 gares du tronçon  Saint Hilaire/Jallieu relié à  la ligne du chemin de fer de l'Est de Lyon qui desservait les usines, carrières et cimenteries de la région jusqu'au bord du Rhône, au pied du Bugey après avoir cessé le trafic passager.  Tronçon St Hilaire-Venerieu : déclarée d'utilité publique en 1896, fermeture  aux trafic voyageurs en 1931. Fermeture aux marchandises de Vénérieu Jallieu en 1943. Fermeture du reste du tronçon en 1961, déclassement 3/7/61. Le tronçon desservait entre autres les gravières puis l'usine de chaux de St Hilaire (carrière Giraud).
Sur Vénérieu, cette voie était doublée par une voie métrique de quelques kilomètres partant de La Chanas ou même peut être Chaudenou jusqu'à la carrière Giraud de Saint Hilaire, visible sur les cartes Michelin de 1936.
Une activité artisanale de production de chaux est attestée par le lieu-dit "la Chaux".
Le moulin bénéficiait d'une ressource continue et sûre grâce au lac de Moras.

## Politique et administration

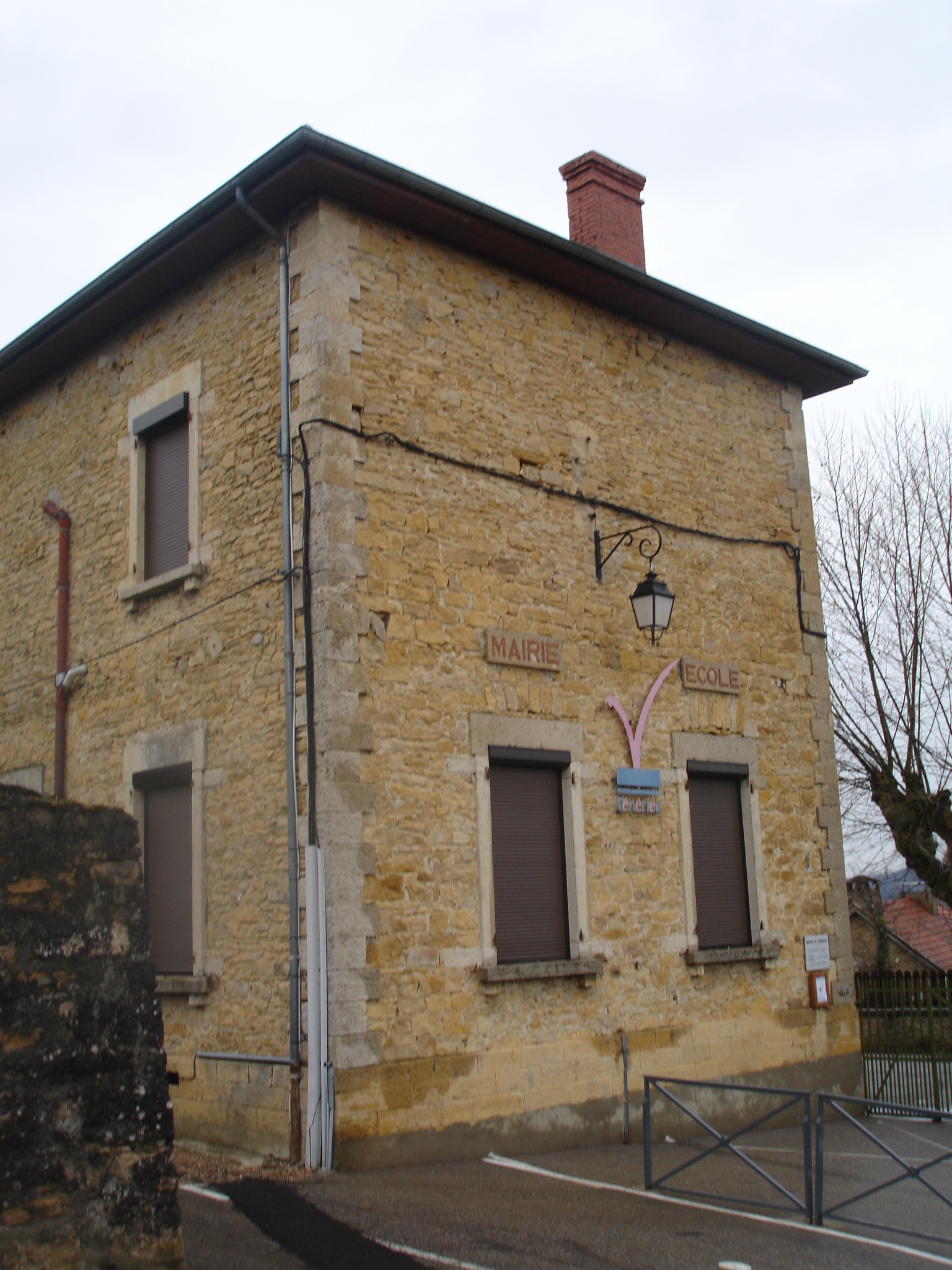
La mairie.

### Liste des maires
| Période                                  | Période  | Identité          | Étiquette | Qualité  |
| ---------------------------------------- | -------- | ----------------- | --------- | -------- |
| mars 2001                                | 2020     | Bernard Odet      | SE        | Retraité |
| 2020                                     | En cours | Christian Franzoi |           |          |
| Les données manquantes sont à compléter. |          |                   |           |          |

## Population et société

### Démographie
L'évolution du nombre d'habitants est connue à travers les recensements de la population effectués dans la commune depuis 1793. Pour les communes de moins de 10 000 habitants, une enquête de recensement portant sur toute la population est réalisée tous les cinq ans, les populations de référence des années intermédiaires étant quant à elles estimées par interpolation ou extrapolation. Pour la commune, le premier recensement exhaustif entrant dans le cadre du nouveau dispositif a été réalisé en 2008.

En 2022, la commune comptait 975 habitants, en évolution de +22,03 % par rapport à 2016 (Isère : +3,07 %, France hors Mayotte : +2,11 %).
| 1793 | 1800 | 1806 | 1821 | 1831 | 1836 | 1841 | 1846 | 1851 |
| ---- | ---- | ---- | ---- | ---- | ---- | ---- | ---- | ---- |
| 301  | 331  | 314  | 334  | 331  | 379  | 352  | 421  | 422  |

| 1856 | 1861 | 1866 | 1872 | 1876 | 1881 | 1886 | 1891 | 1896 |
| ---- | ---- | ---- | ---- | ---- | ---- | ---- | ---- | ---- |
| 428  | 425  | 441  | 450  | 379  | 367  | 380  | 420  | 427  |

| 1901 | 1906 | 1911 | 1921 | 1926 | 1931 | 1936 | 1946 | 1954 |
| ---- | ---- | ---- | ---- | ---- | ---- | ---- | ---- | ---- |
| 420  | 412  | 412  | 337  | 342  | 336  | 282  | 267  | 277  |

| 1962 | 1968 | 1975 | 1982 | 1990 | 1999 | 2006 | 2008 | 2013 |
| ---- | ---- | ---- | ---- | ---- | ---- | ---- | ---- | ---- |
| 258  | 221  | 231  | 270  | 338  | 382  | 514  | 552  | 709  |

| 2018 | 2022 | - | - | - | - | - | - | - |
| ---- | ---- | - | - | - | - | - | - | - |
| 892  | 975  | - | - | - | - | - | - | - |

### Enseignement
La commune est rattachée à l'académie de Grenoble.

### Médias
Historiquement, le quotidien à grand tirage Le Dauphiné libéré consacre, chaque jour, y compris le dimanche, dans son édition du Nord-Isère, un ou plusieurs articles à l'actualité du canton, de la communauté de communes, ainsi que des informations sur les éventuelles manifestations locales, les travaux routiers, et autres événements divers à caractère local.

## Culture et patrimoine

### Lieux et monuments
- Église paroissiale Saint-Agnan de Vénérieu. Elle est inscrite à l'Inventaire général du patrimoine culturel[21].
- Pierre femme, sur les hauteurs de St Didier, marque la limite avec Saint Hilaire, bloc erratique d'environ 4 mètres de haut (45.671N, 5.277E). D'après  Aimé Bocquet, elle est marquée de plusieurs cupules[15].

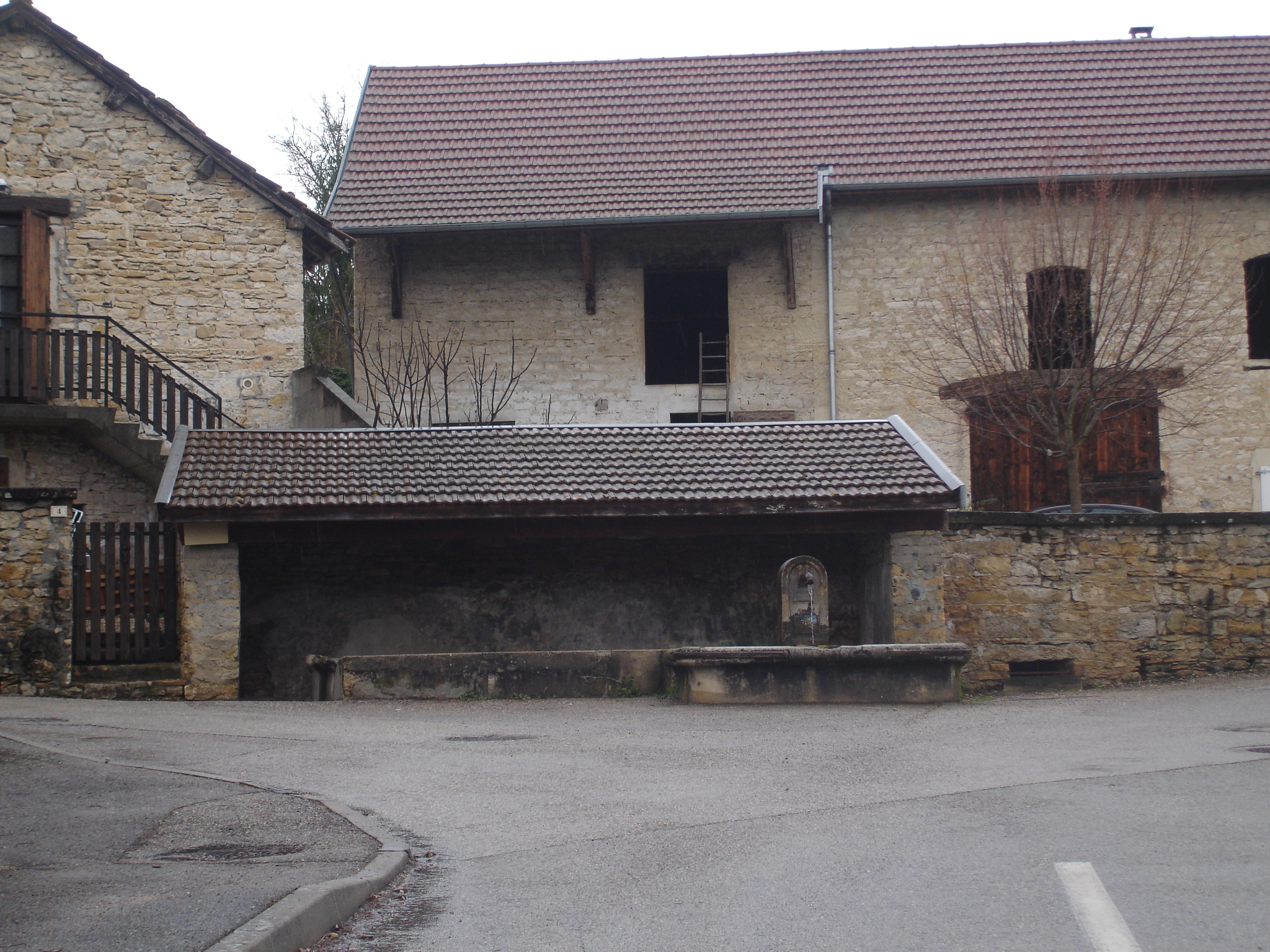
La fontaine.

- Base de loisirs Robert-Charvet.

### Héraldique
|  | Vénérieu possède des armoiries dont l'origine et le blasonnement exact ne sont pas disponibles. |